# Landet i skoven
|  | Denne artikel er oprettet af botten PalnaBot ud fra en ekstern database. Den kan derfor have sproglige fejl eller mangler. Denne skabelon kan fjernes efter kontrol af indholdet. |

Landet i skoven er en kortfilm instrueret af Line Svensson efter manuskript af Joan Bloom.

## Handling
To drenge følger efter en underlig lyd, der fører dem til en magisk og vidunderlig skov. Her møder de en spøjs mand, der tager dem med på deres livs eventyr.